# Дубленский переулок
Ду́бленский переу́лок — переулок в Адмиралтейском районе Санкт-Петербурга. Проходит от Троицкого проспекта до 13-я Красноармейской улицы.

## История названия
С 1849 года известно название Заротный переулок, происходит от названия Заротная улица (ныне 13-я Красноармейская улица).
Современное название Дубленский переулок дано 16 апреля 1887 года по селению Дубленскому (русский вариант названия села Дуббельн, ныне Дубулты в составе города Юрмала в Латвии) в ряду проездов Нарвской полицейской части, названных по городам прибалтийских губерний Российской империи. Согласно данным Топонимического портала Санкт-Петербурга, ударение падает на первый слог.